# Alterlangen

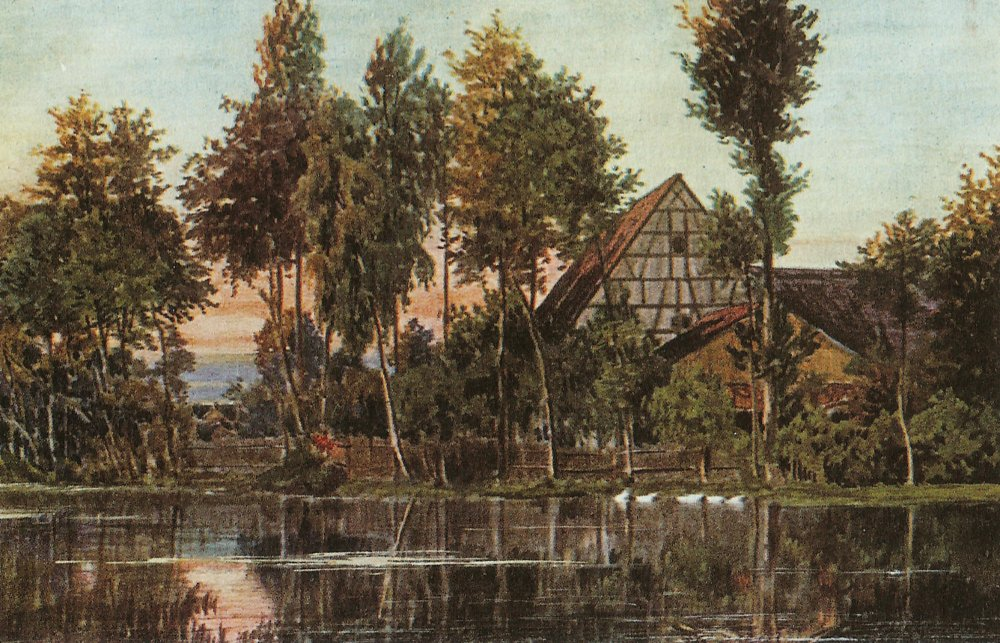
Am Alterlanger See, Postkarte (um 1900)

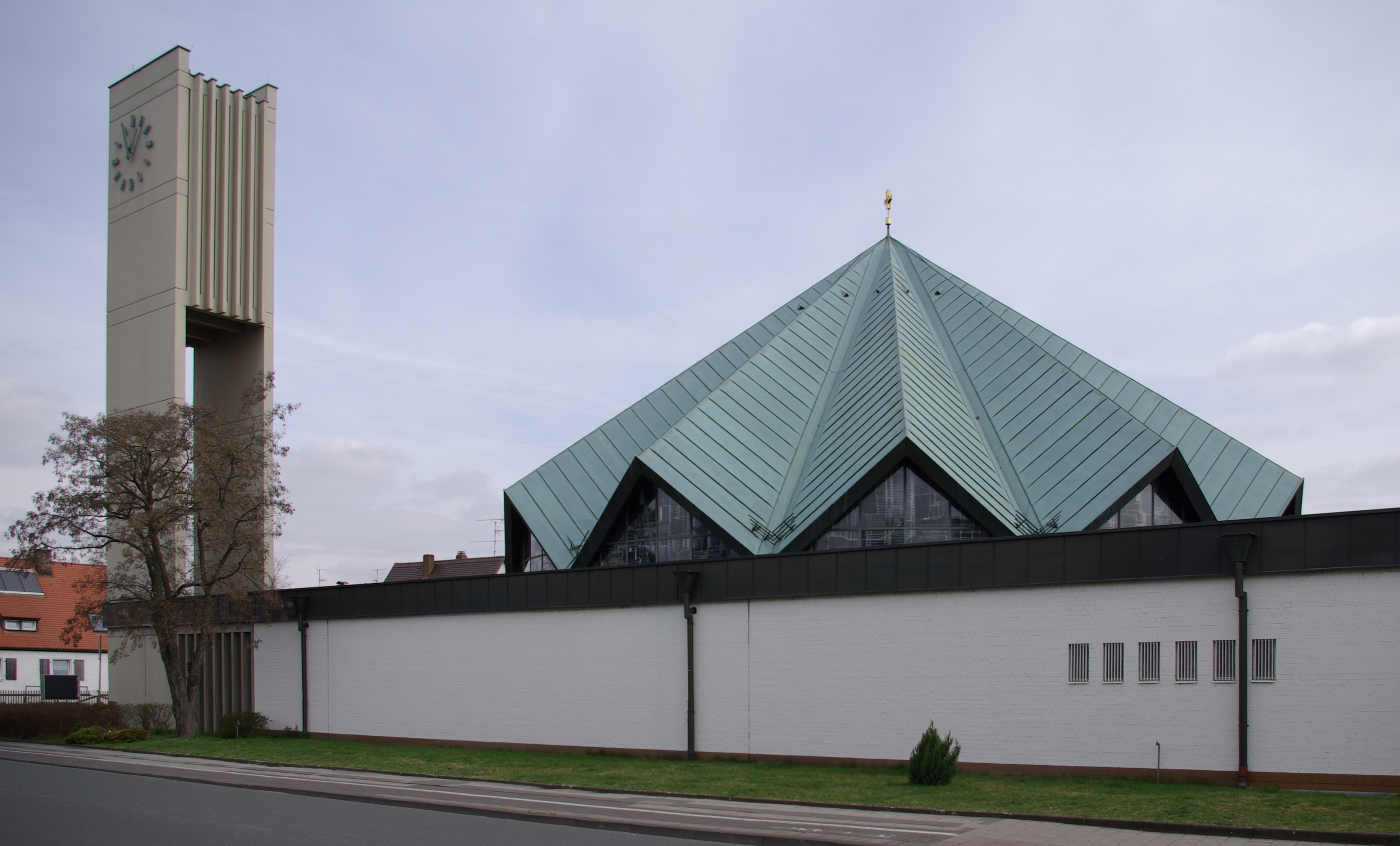
Die 1970 geweihte katholische Kirche St. Heinrich, 2012

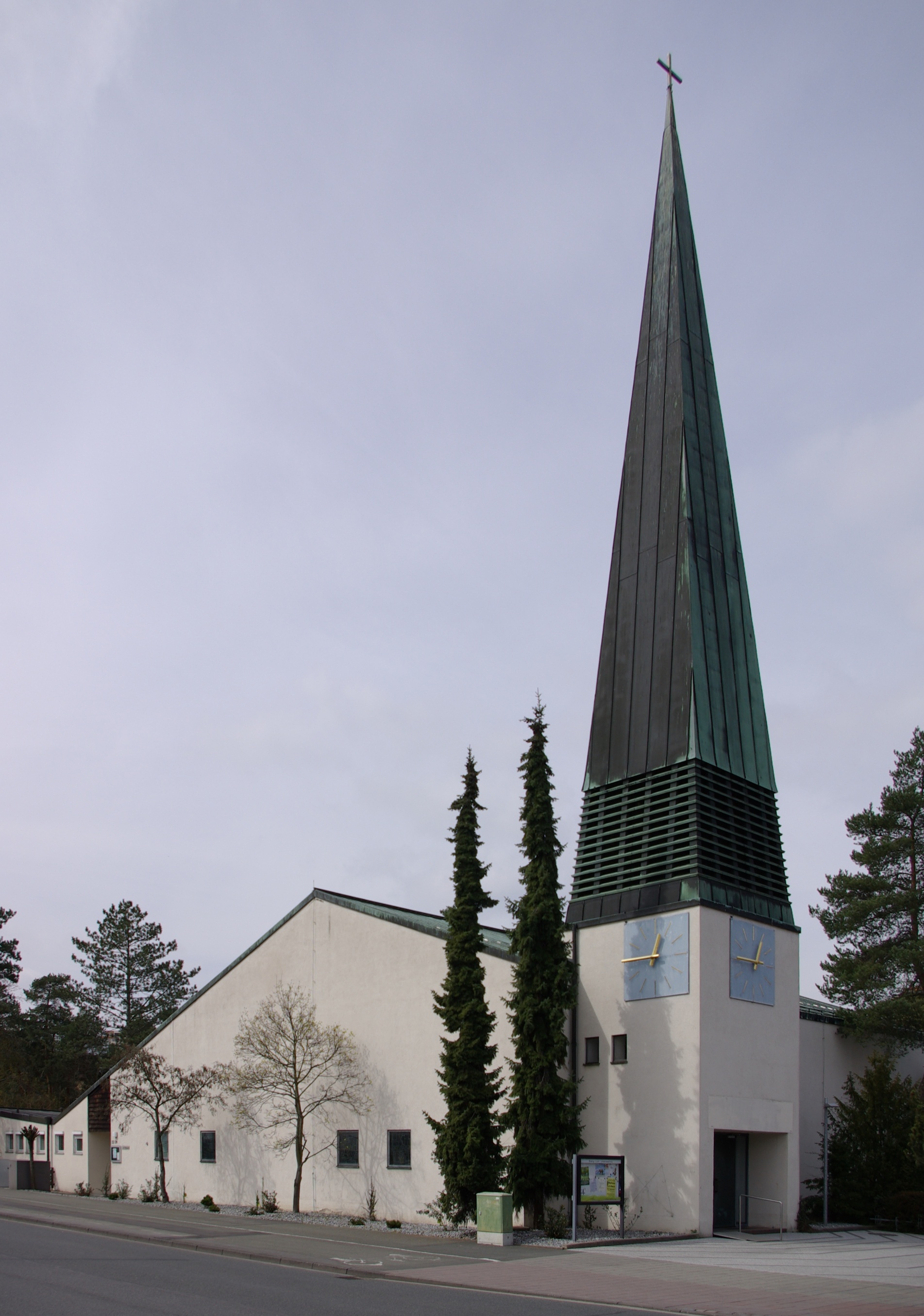
Die 1963/64 erbaute evangelisch-lutherische Johanneskirche, 2012

Alterlangen (früher Altenerlangen, fränkisch: Aldealang) ist ein Gemeindeteil und Statistischer Bezirk der kreisfreien Stadt Erlangen (Mittelfranken, Bayern).

## Geographie
Die Ortslage, die sich westlich des Stadtzentrums befindet, wird im Osten von der Regnitz und im Westen vom Main-Donau-Kanal begrenzt. Die historische Südgrenze verläuft etwa entlang des heutigen Kosbacher Damms. Heute werden die Statistischen Bezirke 10 (Heiligenloh) mit der Ortslage St. Johann, 11 (Alterlangen) und 12 (Steinforst) mit Stadtrandsiedlung sowie Siedlung Sonnenblick zu Alterlangen gezählt. Die amtliche Bezeichnung des gesamten Stadtteils lautet Regnitz.
Die Staatsstraße 2240 verläuft nach Dechsendorf (4 km nordwestlich) bzw. zur Anschlussstelle 31 der Bundesautobahn 73 (1 km östlich). Die Kreisstraße ER 2 verläuft über Stadtrandsiedlung nach Schallershof zur Staatsstraße 2244 (2,7 km südlich).

## Geschichte
Der Ort wurde wahrscheinlich um 800 gegründet. Vermutlich gehörte er bereits 976 zum Besitzkomplex des Forchheimer Kirchengutes, das 1002 an das Würzburger Stift Haug weitergegeben wurde, wie aus einer Urkunde hervorgeht, in der der Ort als „(villa) Erlangon“ erstmals urkundlich erwähnt wurde. Der Ortsname leitet sich von einem gleichlautenden Flurnamen ab. Dessen Grundwort ist wang (ahd. Feld, Wiese) und dessen Bestimmungswort ist erila (ahd. Erle). Demnach wurde ein mit Erlen bewachsenes Feld bezeichnet. 1017 gelangte „Erlangun“ durch Tausch an das Hochstift Bamberg. Ab dem 11./12. Jahrhundert hatte das bambergische Dompropsteiamt Büchenbach die Dorf- und Gemeindeherrschaft und das Niedergericht inne. 1381 wurde der Ort als „Zu Wenigen Erlangen“ urkundlich erwähnt – die Tochtersiedlung Neuerlangen war also zu dieser Zeit offenbar schon größer als der Mutterort. Es wurde das neu gegründete Kartäuserkloster Nürnberg u. a. mit den grundherrlichen Ansprüchen über ein Gut und zwei halben Höfen des Ortes ausgestattet. Daneben waren auch Nürnberger Patrizier im Ort begütert. 1400 waren dies Leopold Schürstab (fünf Güter), Johann Rieter (zwei Güter), Franz Ebner (zwei Güter). Während die Güter der Nürnberger Patrizier nach mehrfachen Besitzwechsel spätestens 1580 wieder an das Dompropsteiamt gelangten, gingen die Güter des Karthäuserklosters mit der Reformation an das Nürnberger Landesalmosenamt über. Das Hochgericht übte ursprünglich das bambergische Centamt Herzogenaurach aus, seit 1524 war es das brandenburg-kulmbachische Oberamt Baiersdorf. 1679 wurde eine Gemeindeordnung erlassen, das die Stellung des Bamberger Bistums stärken sollte. 1714 gab es im Ort 13 Untertansfamilien, wovon eine dem Landesalmosenamt unterstand, der Rest dem Dompropsteiamt Büchenbach. 1778 gab es 18 Untertansfamilien (Amt Büchenbach: zwei Höfe, neun Halbhöfe, ein Viertelhof, ein Gut, ein Tropfhäuslein; Landesalmosenamt: zwei Halbhöfe, ein Hirtenhaus).
Von 1797 bis 1810 unterstand der Ort dem Justiz- und Kammeramt Erlangen. 1810 kam Alterlangen an das Königreich Bayern. Im Rahmen des Gemeindeedikts wurde es dem 1811 gebildeten Steuerdistrikt Büchenbach und der 1818 gegründeten Ruralgemeinde Kosbach zugeordnet. Am 1. April 1920 erfolgte die Eingemeindung zur Stadt Erlangen mit damals 446 Einwohnern.
Nach dem Zweiten Weltkrieg wuchs die Bevölkerung Alterlangens durch intensive Bautätigkeit rasch an. Von 1969 bis 1973 wurde der Lange Johann, ein 27-geschossiges Wohnhochhaus mit 80 Meter Höhe, errichtet.

### Baudenkmäler
- Alterlanger Straße 5: Fachwerkscheune
- Alterlanger Straße, bei Nr. 17: Martersäule
- Möhrendorfer Straße 31a: Katholische Pfarrkirche St. Heinrich
- Schallershofer Straße 22: Evangelisch-lutherische Johanneskirche

### Einwohnerentwicklung
| Jahr      | 1818   | 1861   | 1871   | 1885   | 1900   | 1925   | 1950   | 1961   | 1970   | 1987   | 2000  | 2006 |
| Einwohner | 114    | 151    | 186    | 214    | 302    | 443    | 3420   | 3421   | 5455   | 7042   | 5773  | 8523 |
| Häuser    | 18     |        |        | 33     | 44     | 68     | 494    | 507    |        | 1400   |       |      |
| Quelle    | [ 12 ] | [ 13 ] | [ 14 ] | [ 15 ] | [ 16 ] | [ 17 ] | [ 18 ] | [ 19 ] | [ 20 ] | [ 21 ] | [ 8 ] |      |

## Bildung
Im Stadtteil befinden sich vier Schulen: Die Herman-Hedenus-Grundschule und -Hauptschule (gebaut 1960), die Realschule am Europakanal (seit 1970) und das Albert-Schweitzer-Gymnasium (1965 als Gymnasium Erlangen-West). Im Jahr 1972 wurden die vier nahe beieinander liegenden Schulen zum Schulzentrum West zusammengeführt.

## Religion
Der Ort war ursprünglich nach St. Xystus in Büchenbach gepfarrt. An dieser kirchenrechtlichen Zugehörigkeit änderte sich bis 1920 nichts. Dann wurden die katholischen Gläubigen Alterlangens der Altstädter Herz-Jesu-Gemeinde zugeordnet, ehe Alterlangen 1964 mit St. Heinrich eine eigene Pfarrei wurde. 1952 war mit der Johanneskirche bereits eine eigene evangelisch-lutherische Pfarrei entstanden.